# Calla (spolek)
Calla je občanské ekologické sdružení se sídlem v Českých Budějovicích, které vzniklo v roce 1991 a svůj název odvodilo od rostliny Ďáblík bahenní (Calla palustris).
Posláním sdružení je k zachování cenných ekosystémů v jižních Čechách a k podpoře rozvoj obnovitelných zdrojů energie. 
V oblasti energetiky Calla poskytuje odbornou pomoc obcím a občanským sdružením, vydává osvětové materiály, pořádá semináře, konference či exkurze. Calla dále zřídila internetovou databázi instalací obnovitelných zdrojů  a speciální internetové stránky věnované tématu globální změny klimatu 
V oblasti ochrany přírody a krajiny se účastní procesu projednávání činností či stavbách, které mohou mít negativní dopady na životní prostředí. Dále se věnuje ochraně ekologicky zajímavých pískoven a vede jejich databázi , vydává publikace, pořádá výstavy.
Calla je členem asociace nevládních organizací působících v oblasti životního prostředí Zelený kruh, sítě ekologických poraden STEP a Krajské sítě environmentálních center KRASEC.

## Publikační činnost
- Příroda Boletic, Calla a Česká společnost ornitologická, 2005 (dostupné i v PDF)
- České Budějovice – moje město – moje příroda Calla a Česká společnost ornitologická, 2005 (dostupné i v PDF), ISBN 978-80-903910-6-2
- Steve Thomas: Ekonomika jaderné energie Calla a Nadace Heinricha Bölla (PDF)
- URAN - bude se u nás znovu těžit?, květen 2008 (dostupné i v PDF), ISBN 978-80-903910-5-5